# Sherida Spitse
Sherida Spitse, RON (Sneek, 1990. május 29. –) Európa-bajnok és világbajnoki ezüstérmes holland női válogatott labdarúgó. hazájában a Ajax középpályása.

## Sikerei

### Klubcsapatokban
Belga-Holland bajnok (2):
- FC Twente (2): 2012–13, 2013–14

 Holland bajnok (2):
- FC Twente (2): 2012–13*, 2013–14*[2]

 Norvég bajnok (4):
- Lillestrøm SK (3): 2014, 2015, 2016
- Vålerenga (1): 2020

 Norvég kupagyőztes (4):
- Lillestrøm SK (3): 2014, 2015, 2016
- Vålerenga (1): 2020

### A válogatottban
Hollandia
- Európa-bajnok: 2017
- Világbajnoki ezüstérmes: 2019
- Algarve-kupa győztes: 2018
- Ciprus-kupa ezüstérmes: 2011[3]
- Ciprus-kupa bronzérmes: 2010[4]